# Jean-Baptiste de Dobbeleer
Jean-Baptiste de Dobbeleer-Dellafaille, né le 22 juin 1784 à Bruxelles et mort le 21 décembre 1868 à Saint-Josse-ten-Noode, est un architecte belge.

## Biographie
Jean-Baptiste de Dobbeleer est né le 22 juin 1784 à Bruxelles. Il a fait ses études au collège Thérésien à Bruxelles et aux écoles centrales de la Dyle. Il a un frère, Charles et deux sœurs, Barbara et Marie-Catherine de Dobbeleer.
Il se marie en 1815 avec Marie-Louise Dellafaille. C’est à partir de ce jour qu’il prend le nom de « de Dobbeleer-Dellafaille ». En 1829, sa femme meurt à Anvers sans qu’elle n’ait eu d’enfant avec lui,.
Le 21 décembre 1868, Jean-Baptiste de Dobbeleer décède à Saint-Josse-ten-Noode.

## Travail
Il commence sa carrière en 1804, en tant qu’aspirant au service des Ponts et Chaussées de la Province d’Anvers. En 1809, il commence des études à l’École Spéciale d’Architecture de Paris,,.
En 1814, il est nommé inspecteur du service du département des deux Nèthes et, un an plus tard, il est récompensé par Guillaume d’Orange par le titre d’architecte honoraire des Palais d’Anvers.
En 1816, il est nommé par arrêté royal, ingénieur de 1ère classe au corps de Waterstaat et il travaille également dans le corps des Travaux Publics de la Province d’Anvers, faisant fonction d’ingénieur en chef.
En 1833, il est nommé par le Roi Léopold 1er, ingénieur en chef de 2e classe. Il sera également décoré Chevalier de l’ordre de Léopold,.

## Réalisations
Les plans réalisés par Jean-Baptiste de Dobbeleer représentent essentiellement des ponts, des écluses, des routes ou encore des digues, mais il a également réalisé des casernes, des prisons ou encore des maisons d’arrêt. Il a par exemple dressé les plans de la prison d’Anvers ainsi que ceux de la maison de correction de Saint-Bernard dans les bâtiments de l’abbaye.
Jean-Baptiste de Dobbeleer a surtout acquis une renommée pour la reconstruction des nombreuses routes et ponts qui avaient été détruits pendant les guerres napoléoniennes.
Plus de 130 plans qu’il a réalisés ou qui lui ont appartenu sont conservés à la Bibliothèque universitaire Moretus Plantin et une partie est accessible sur la plateforme Neptun (Numérisation du Patrimoine de l'Université de Namur).